# Tábara (kommunhuvudort)
Tábara är en kommunhuvudort i Spanien.   Den ligger i provinsen Provincia de Zamora och regionen Kastilien och Leon, i den nordvästra delen av landet, 240 km nordväst om huvudstaden Madrid. Tábara ligger 754 meter över havet och antalet invånare är 931.
Terrängen runt Tábara är platt åt sydost, men åt nordväst är den kuperad. Runt Tábara är det mycket glesbefolkat, med 5 invånare per kvadratkilometer. Närmaste större samhälle är Ríofrío de Aliste, 17,7 km väster om Tábara. 